# Bashalom megállóhely
Bashalom megállóhely egy Szabolcs-Szatmár-Bereg vármegyei vasúti megállóhely Tiszaeszlár településen, a MÁV üzemeltetésében. A névadó településrész északnyugati szélén helyezkedik el, közúti elérését a 3634-es útból észak felé kiágazó 36 123-as számú mellékút biztosítja.

## Vasútvonalak
A megállóhelyet az alábbi vasútvonalak érintik:
- Ohat-Pusztakócs–Görögszállás-vasútvonal

## Kapcsolódó állomások
A megállóhelyhez az alábbi állomások vannak a legközelebb:
- Tiszaeszlár megállóhely (Ohat-Pusztakócs–Görögszállás-vasútvonal)
- Görögszállás vasútállomás (Ohat-Pusztakócs–Görögszállás-vasútvonal)

## Forgalom
| Járat        | Útvonal                                                                                             | Gyakoriság   |
| ------------ | --------------------------------------------------------------------------------------------------- | ------------ |
| személyvonat | Tiszalök – Hajnalos – Kisfástanya – Tiszaeszlár – Bashalom – Görögszállás – Nyírtelek – Nyíregyháza | Napi 1 pár   |
| személyvonat | Tiszalök – Hajnalos – Kisfástanya – Tiszaeszlár – Bashalom – Görögszállás                           | 1-2 óránként |